# Felttogene i New York og New Jersey
Felttogene i New York og New Jersey var vigtige begivenheder tidligt i den amerikanske uafhængighedskrig. Med briternes landgang på Staten Island den 3. juli 1776, skaffede briterne sig kontrol over New York City og de omkringliggende områder.
Det tidlige felttog var en betydelig strategisk og taktisk succes for briterne og et klart nederlag for den kontinentale hær. De britiske marinestyrker, ledet af admiral lord Richard Howe, og British Army, ledet af hans bror general William Howe, tog kontrol over New York City, dens havn og de omkringliggende landbrugsområder. De kom til at holde byen og Long Island i syv år til 1783.
Amerikanerne, ledet af general George Washington, tabte en række slag, led betydelige tab, mistede vigtige forsyninger og blev drevet over New Jersey og ind i Pennsylvania. Men Washington lykkedes i at tilbagetrække kernen i sin hær og undgik afgørende konfrontationer, som kunne have afsluttet krigen. Sent i 1776 krydsede han Delaware-floden og igangsatte et hurtigt og effektivt modangreb, et forsøg som blev et vigtig moralsk løft for amerikanerne.

## Felttoget i New York
Briterne havde trukket sig tilbage fra Boston efter et mislykket felttog og fokuserede nu på at erobre New York City. General Howe med hjælp fra sin bror, admiral lord Howe, begyndte at samle tropperne på Staten Island i juli 1776. General Washington havde en mindre hær på omkring 20.000 mænd og var usikker på, hvor Howe-brødrene havde tænkt at slå til. Han brød en kardinalregel i krigsførelse, da han delte sine styrker i to lige store styrker foran en stærkere modstander mellem Long Island og Manhattan. Dermed gav han Howe-brødrene muligheden for at møde halvdelen af den mindre kontinentale hær ad gangen.
Sent i august transporterede Howe–brødrene omkring 22.000 mænd (inkluderet 9000 "hessere" til Long Island. I slaget ved Long Island den 27. august 1776 gennemførte briterne på mesterlig vis en overraskende flankemanøvre og drev amerikanerne tilbage til befæstningen ved Brooklyn Heights. General Howe begyndte så at belejre fæstningsværkerne, men Washington lykkedes i at evakuere gennem sin ubevogtede ryg over East River til Manhattan.
Efter at have taget Long Island bevægede briterne sig for at tage Manhattan. 15. september gik omkring 12.000 mænd i land på nedre Manhattan og tog hurtigt kontrol over New York City. Amerikanerne trak sig tilbage til Harlem Heights, hvor de bragede sammen dagen efter, men de klarede at stå imod angrebet.
Da Howe bevægede sig for at omringe Washingtons hær i oktober, trak amerikanerne sig igen tilbage, og slaget ved White Plains blev udkæmpet den 28. oktober. Igen trak Washington sig tilbage, men Howe returnerede til Manhattan og tog Fort Washington i midten af november i stedet for at forfølge tilbagetrækningen. Der tog han næsten 3000 mænd til fange. Fire dage senere blev Fort Lee på den anden side af Hudson-floden fra Fort Washington også taget.

## Felttoget i New Jersey
General lord Cornwallis fortsatte med at forfølge Washingtons hær gennem New Jersey, helt til amerikanerne trak sig tilbage over Delaware-floden ind i Pennsylvania tidligt i december. Briterne gik da i vinterlejr, eftersom felttoget tydeligvis var færdig for dette års vedkommende. Men selv om Howe var gået glip af flere muligheder for at svække oprørshæren, havde han dræbt eller tilfangetaget mere end 5000 amerikanere. Han kontrollerede store dele af New York og New Jersey og var i en god position til at genoptage operationerne til foråret. Nu havde han også oprørshovedstaden Philadelphia indenfor rækkevidde.
Den kontinentale hærs fremtid, og dermed også selve revolutionen, så mørk ud. "Dette er tider, som afprøver mænds sjæle," skrev Thomas Paine som var med hæren under tilbagetrækningen. Hæren var skrumpet ind til færre end 5000 stridsdygtige mænd og ville blive reduceret til 1400, efter at kontrakterne skulle udløbe ved slutningen af året. Stemningen var usikker, den folkelige støtte vaklede, og kongressen opgav Philadelphia i fortvivlelse.
Washington svarede med at gå på offensiven. Han krydsede Delaware i stilhed juleaften og tog næsten 1000 hessere til fange i slaget ved Trenton den 26. december 1776. Cornwallis marcherede for at tage Trenton tilbage, men blev udmanøvreret af Washington, som havde held med at angribe briternes bagtrop ved Princeton den 31. januar 1777. Washington lagde sig så i vinterkvarter ved Morristown efter at have taget det meste af kolonien tilbage fra briterne.